# استفان کولت
استفان کولت (انگلیسی: Stéphane Collet؛ زادهٔ ۱۳ ژوئن ۱۹۷۲) بازیکن سابق فوتبال اهل ماداگاسکار است که در پست هافبک در زمین بازی ‌می‌کرد.
کولت در آنتسیرانانا، ماداگاسکار به دنیا آمد.
وی همچنین در تیم ملی فوتبال ماداگاسکار بازی کرده‌است.